# العش، بوعریریج
العش (به عربی: العش) یک شهرداری‌های الجزایر در الجزایر است که در ناحیه الحمادیه واقع شده‌است.
 العش  ۱۶٬۱۰۸ نفر جمعیت دارد.